# Beau Vallon, Mauritius
Beau Vallon är en ort i Mauritius.   Den ligger i distriktet Grand Port, i den sydvästra delen av landet, 40 km sydost om huvudstaden Port Louis. Beau Vallon ligger 35 meter över havet och antalet invånare är 7 016. Den ligger på ön Mauritius.
Terrängen runt Beau Vallon är platt söderut, men norrut är den kuperad. Havet är nära Beau Vallon åt sydost.  Närmaste större samhälle är Bel Air Rivière Sèche, 18,8 km norr om Beau Vallon. 